# Ellenőr (folyóirat, 1922–1925)
Az Ellenőr független politikai lap volt Marosvásárhelyen 1922. május 1-től 1925. január 4-ig; vezércikkeiben radikális nézeteket hirdetett s beszámolt a munkásmozgalom eseményeiről. Felelős szerkesztői: Barthus József (1922-1924. március), Szabó Ernő (1924. márciustól) és Osvát Kálmán (az 1924/167-es számtól). Helytörténeti anyaga dokumentációs értékű. A kis terjedelmű lap aránylag sok irodalmi és színházi anyagot közölt: határozottan kiállt Ady mellett az Ady-gyalázókkal szemben, publikálta Karinthy Frigyes írásait, Szombati-Szabó István és a szocialista Bujdosó Péter (Farkas Antal), valamint fordításban Eminescu, Coșbuc és a német szocialista költő, Richard Dehmel verseit. Teret biztosított helyi költészeti kísérleteknek is: Bácsy Tibor, Elekes György és a bányászköltő Alexandru-George Vasile verseinek. Részleteket adott Károlyi Mihály emlékirataiból; Antalffy Endre írásait közölte V. Pârvan és Simion Bărnuțiu életművéről. A lap egyik 1924. áprilisi számában Hitler programjával foglalkozott, s cikkét így fejezi be: "Le a kalappal, mint minden elmezavart előtt."